# Завиваловка
Завиваловка — село в Каменском районе Пензенской области, входит в состав Междуреченского сельсовета.

## География
Расположено на берегу реки Юньга в 11 км на северо-восток от центра сельсовета села Междуречье и в 38 км к югу от Каменки.

## История
Основано до 1721 г. на земле, пожалованной нижнеломовцу Ф.И. Озерову с товарищами, именовалось как д. Озеровка (Озерки). После смерти Озерова его вдова Дарья Ивановна продала имение. В 1720-е гг. – имения капитана И.А. Козлова и князя Г.А. Урусова. В 1725 г. в Озеровке 19 дворов. В 1747 г. 110 ревизских душ, в 1762 г. -  176 р.д. за Анной Масаловой. К концу XVIII в. основным постепенно становится название Завиваловка. По преданию, оно происходит от того, что село расположено в открытой степи, подвержено завывающим ветрам и вьюгам. В 1782 г. деревня Озерки, Завываловка тож, Анны Ивановны Мосоловой, 66 дворов, 291 душа мужского пола и лишь 165 – женского, «на левом берегу речки Юнги, на коей пруд; Земля – чернозем, урожай хлеба и травы средствен, лес дровяной, крестьяне на оброке»; всей дачи – 4438 десятин, в том числе усадебной земли – 23, пашни – 3086, сенных покосов – 1170, леса – 46. Около 1827 или 1830 гг. основан крупный конезавод (в двадцатые годы – Конезавод №26). После 1866 г. – волостной центр Чембарского уезда Пензенской губернии. В 1860 г. в селе конный завод принадлежал гвардии ротмистру Илье Федоровичу Ладыженскому, которому он достался в 1854 г. от полковника Дмитрия Петровича Восикова; у Ладыженского 22 заводских жеребца, 260 маток, других незаводских лошадей – 337; выводились английская и арабская породы рысистых верховых и упряжных лошадей. В 1896 г. в селе 143 двора, деревянная церковь во имя Покрова Пресвятой Богородицы (построена в 1856 г.), 2-классное училище министерства народного просвещения, сельскохозяйственная школа Ф.И. Ладыженского; при селе усадьба Ладыженского из 14–ти жилых строений, в них 178 лиц мужского пола, 72 – женского, и его же 8 хуторов в окрестностях – 34 муж., 28 жен. В 1911 г. – волостной центр Чембарского уезда, одно крестьянское общество, 133 двора, в селе – имение Ладыженского, в 6-ти – Крестьянского Поземельного банка, в 8-ми – Хвощинского, церковь, школа Министерства народного просвещения, мельницы одна с нефтяным двигателем, одна – водяная, 3 – ветряных, 3 кузницы, 8 лавок. На базе конного завода возникло образцовое сельскохозяйственного имение помещика Ф.И. Ладыженского: опытные поля, конный завод, свинарня, крупный сад, винокуренный завод, мельница. В 1884 г. Ф.И. Ладыженский открыл в селе единственную в губернии низшую сельскохозяйственного школу для крестьянских детей, с обучением за счет казны в течение трех лет. После 1917 г. имение стало учебно-опытным хозяйством, с 1929 г. – конесовхоз по выращиванию орловских рысаков, а с начала 1930-х гг. и транспортных лошадей в связи с потребностями колхозов..
С 1928 года село являлось центром сельсовета Каменского района Пензенского округа Средне-Волжской области. С 1935 года в составе Свищевского района Куйбышевского края (с 1939 года — в составе Пензенской области). Перед Великой Отечественной войной в селе располагались центральные усадьбы не только конезавода, но и колхозов имени 17 партсъезда и «Красный Ёлошник». В 1955 г. – центр Завиваловского сельсовета Свищевского района, колхоз имени Хрущева. С 1959 года — в составе Каменского района. В 1975 г. в черту Завиваловки включено с. Козловка. 22.12.2010 г. Завиваловский сельсовет упразднен, село вошло в состав Междуреченского сельсовета.
До 2011 года в селе действовала основная общеобразовательная школа.
До 2019 года в селе работал племенной конезавод «Завиваловский».

## Население
| 1747 | 1762 | 1782 | 1864 | 1897 | 1911 | 1926  |
| ---- | ---- | ---- | ---- | ---- | ---- | ----- |
| 220  | ↗352 | ↗456 | ↗695 | ↗753 | ↗902 | ↗1549 |
| 1959 | 1979 | 1989 | 1996 | 2002 | 2010 |       |
| ↘897 | ↘658 | ↘632 | ↘617 | ↘550 | ↘503 |       |

## Инфраструктура
В селе имеются фельдшерско-акушерский пункт, дом культуры, отделение почтовой связи.

## Достопримечательности
На территории конезавода сохранились постройки усадьбы Ладыженского.